# 존과 메리
존과 메리(John And Mary)는 미국에서 제작된 피터 예이츠 감독의 1969년 영화이다. 더스틴 호프만 등이 주연으로 출연하였고 벤 캐디시 등이 제작에 참여하였다.

## 출연

### 주연
- 더스틴 호프만
- 미아 패로

### 조연
- 리처드 클락
- 마이클 톨런
- 타인 데일리
- 올림피아 듀카키스
- 엘릭스 일라이어스
- 줄리 가필드
- 마빈 리크터만
- 클리본 리틀
- 마리언 머서
- 칼 파커
- 크리스토퍼 타보리
- 수잔 테일러

## 제작진
- 원작자: 머빈 존스
- 미술: 존 로버트 로이드
- 의상: 앤시아 실버트